# Dezember 1995
Portal Geschichte | Portal Biografien | Aktuelle Ereignisse | Jahreskalender | Tagesartikel

◄ |
19. Jahrhundert |
20. Jahrhundert
| 21. Jahrhundert

◄ |
1960er |
1970er |
1980er |
1990er
| 2000er | 2010er | 2020er | ►

◄ |
1991 |
1992 |
1993 |
1994 |
1995
| 1996 | 1997 | 1998 | 1999 | ►

◄ |
September 1995 |
Oktober 1995 |
November 1995 |
Dezember 1995 |
Januar 1996 |
Februar 1996 |
März 1996 |
►
Dieser Artikel behandelt aktuelle Nachrichten und Ereignisse im Dezember 1995.

## Tagesgeschehen

### Freitag, 1. Dezember 1995

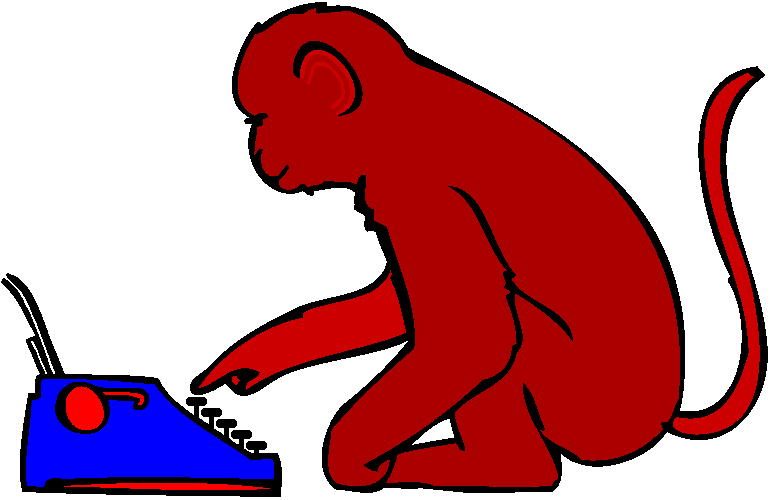
Die neuen Regeln zur Rechtschreibung dienen der Vereinfachung

- Brüssel/Belgien: Der Spanier Javier Solana beginnt seine Arbeit als Generalsekretär des Militärbündnisses NATO. Sein Vorgänger Willy Claes trat wegen einer Affäre um die Beschaffung von Kampfhubschraubern im Oktober zurück.[1][2]
- Mainz/Deutschland: Die Kultusministerkonferenz mit Regierungsvertretern der 16 deutschen Länder akzeptiert die von der Wiener Orthographiekonferenz 1994 erbrachten Vorschläge zur Reform der Rechtschreibung der Deutschen Sprache. Als verbindliche amtliche Vorgaben sollen die Änderungen ab August 1998 auch im Schulunterricht berücksichtigt werden.[3]
- New York/Vereinigte Staaten: Die Zeitung The New York Times berichtet vorab über einen Beitrag in der Zeitschrift The Lancet, in welchem die Ernährungs- und Landwirtschaftsorganisation der Vereinten Nationen (UN) das Öl-für-Lebensmittel-Programm der UN für den Tod von bislang circa 576.000 gestorbenen Kindern im Irak verantwortlich macht.[4]

### Samstag, 2. Dezember 1995
- Cape Canaveral/Vereinigte Staaten: Die Weltraumorganisation NASA bringt mit einer Atlas-Trägerrakete das Solar and Heliospheric Observatory (deutsch Sonnen- und Heliosphären-Observatorium) ins Weltall. Für die Leitung der Mission ist die Organisation ESA verantwortlich.[5]

### Montag, 4. Dezember 1995
- Bern/Schweiz: Der Bundesrat übermittelt der Bundesversammlung seine Vorschläge zur Totalrevision des seit 1981 geltenden Asylgesetzes und zur Änderung des Aufenthalts- und Niederlassungsgesetzes. Die Räte greifen u. a. die Anregung der Staatspolitischen Kommission des Ständerats auf, all jenen Menschen vorübergehenden Schutz zu gewähren, die aus Gegenden emigrieren, die von „Situationen allgemeiner Gewalt“ geprägt sind.[6]

### Dienstag, 5. Dezember 1995

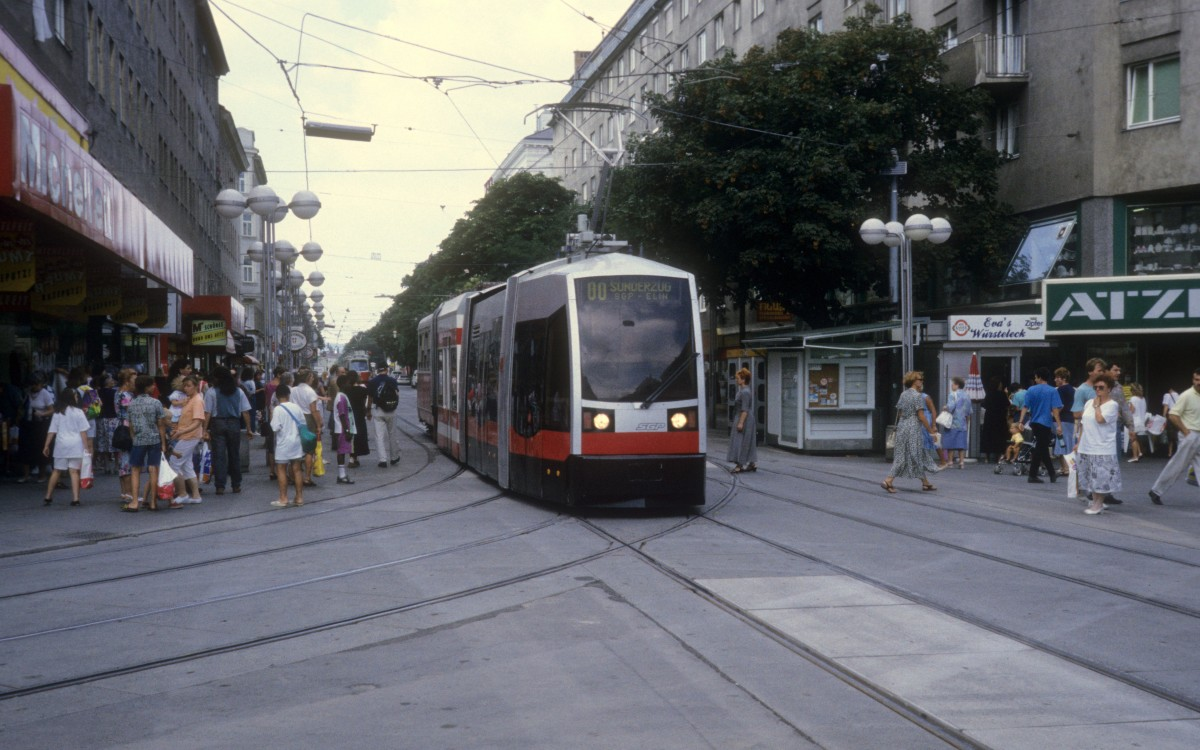
Ultra-Low-Floor-Zug im Versuchsbetrieb (1994)

- Wien/Österreich: Die städtische Straßenbahn überführt den Prototyp des  Ultra-Low-Floor-Konzepts regulär in den Dienst der Linie 67. Die Einstiegshöhe ist mit 19 cm über dem Terrain so niedrig wie bei keiner anderen Straßenbahn der Welt. Dem Hersteller Siemens Rail Systems wurde für die kommenden Jahre von der Stadt Wien eine flächendeckende Einführung des Fahrzeugtyps signalisiert.[7]

### Freitag, 8. Dezember 1995
- Vilnius/Litauen: Litauen stellt als letzter Staat des Baltikums bei der Europäischen Union (EU) einen Antrag, über den Beitritt des Landes zur EU zu verhandeln.[8]

### Donnerstag, 14. Dezember 1995

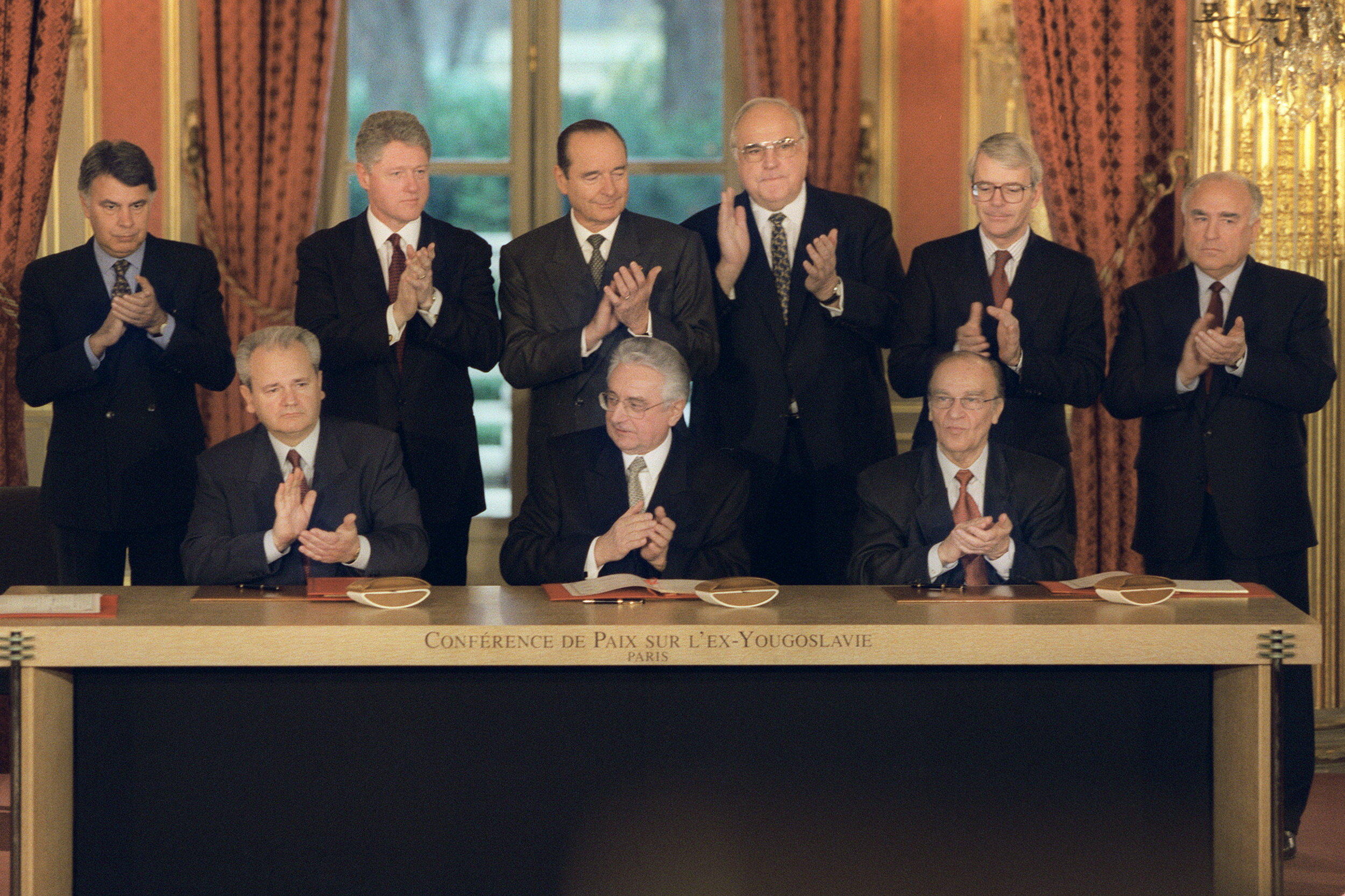
Nach der Unterzeichnung des Abkommens von Dayton

- Paris/Frankreich: Die „Konferenz für den Frieden in Ex-Jugoslawien“ bildet den Rahmen für die Unterzeichnung des im Dayton-Abkommen ausgehandelten Friedensvertrags zwischen der Bundesrepublik Jugoslawien, Kroatien und Bosnien-Herzegowina. Die erste Initiative zum Vertrag ging Anfang November von US-Präsident Bill Clinton aus.[9]
- Sofia/Bulgarien: Bulgarien stellt bei der Europäischen Union (EU) einen Antrag, über einen Beitritt zur EU zu verhandeln.[10]

### Freitag, 15. Dezember 1995

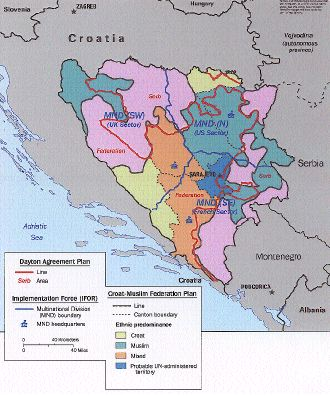
Bosnien-Herzegowina, UN-Schutzgebiet in blau

Artilleriefahrzeuge der nicht anerkannten Republika Srpska

- Bangkok/Thailand: Auf einem internationalen Treffen vereinbaren Brunei, Indonesien, Kambodscha, Laos, Malaysia, Myanmar, die Philippinen, Singapur, Thailand und Vietnam den Vertragstext zur Schaffung einer Kernwaffen-freien Zone in Südostasien. Der Vertrag tritt in Kraft, sobald die Staaten ihn ratifiziert haben.[11]
- Luxemburg/Luxemburg: Der Europäische Gerichtshof (EuGH) verkündet sein Urteil im Fall des belgischen Fußballprofis Jean-Marc Bosman. Dieser konnte seinen Verein RFC de Liège nicht verlassen, weil der aufnahmebereite Verein USL Dunkerque die geforderte Ablösesumme von 800.000 US-Dollar nicht bezahlen wollte. Der EuGH kippt sowohl das System der Ablösesummen nach Vertragsende als auch die Beschränkungen auf eine maximale Anzahl ausländischer Vertragsspieler in Fußballclubs.[12]
- Madrid/Spanien: Die Mercosur, eine aus Argentinien, Brasilien, Paraguay und Uruguay bestehende internationale Organisation, und die Europäische Union schließen ein Assoziierungsabkommen. Angedacht ist auch eine südamerikanisch-europäische Freihandelszone, allerdings gehen die Meinungen zu deren Ausgestaltung weit auseinander.[13]
- New York/Vereinigte Staaten: Der Sicherheitsrat der Vereinten Nationen (UN) beendet mit Annahme der Resolution 1031 die militärische Operation der NATO im Bosnienkrieg. Die Verfolgung von Kriegsverbrechen, z. B. in der Republika Srpska, und weitere Inhalte des Abkommens von Dayton gehen in die Verantwortung der „Umsetzungstruppe“ IFOR über. Diese soll auch dafür sorgen, dass die festgelegten Landesgrenzen respektiert werden.[14]

### Samstag, 16. Dezember 1995
- Washington, D.C./Vereinigte Staaten: Der Haushaltsplan der Vereinigten Staaten für das laufende Finanzjahr ist noch immer nicht bewilligt. Da der Staat die meisten Dienstleistungen nicht mehr finanzieren kann, wird der zweite Government Shutdown des Jahres veranlasst. Gleichzeitig beginnen Verhandlungen zwischen der Regierung Clinton und Vertretern des Repräsentantenhauses über einen Staatshaushalt ohne Defizit.[15]

### Sonntag, 17. Dezember 1995
- Graz/Österreich: Bei der vorverlegten Wahl zum Landtag der Steiermark vergrößert sich die Zahl der Parlamentsparteien von drei auf fünf. Die ÖVP mit gut 36 % und die SPÖ mit etwas weniger als 36 % verfehlen jeweils deutlich die absolute Mehrheit. Die FPÖ steigert sich gegenüber 1991 leicht auf nun 17,15 %. Des Weiteren erhalten zwei Mandate die Grünen und zwei die Liberalen.[16][17]
- Wien/Österreich: In Österreich finden wegen des Bruchs der Regierungskoalition aus SPÖ und ÖVP vorgezogene Neuwahlen statt. SPÖ-Bundeskanzler Franz Vranitzky führt seine Partei zu einem Stimmenplus von 3,14 %. Die ÖVP gewinnt ebenfalls anteilig Wähler hinzu, notiert aber mit rund 28,3 % im Endergebnis fast 10 % hinter der SPÖ. Die FPÖ, das Liberale Forum und die Grüne Alternative geben jeweils Stimmenanteile ab, doch alle drei verbleiben im Nationalrat.[18]
- Wiener Neustadt/Österreich: Südkorea ist Weltmeister im Handball durch einen 25:20-Sieg im Finale der 12. Frauen-WM gegen Ungarn. Während europäische Mannschaften bis heute 25 Weltmeistertitel in den Wettbewerben der Damen und Herren auf sich vereinen, markiert Südkoreas Erfolg den ersten Turniersieg eines außereuropäischen Nationalteams.[19]

### Mittwoch, 20. Dezember 1995

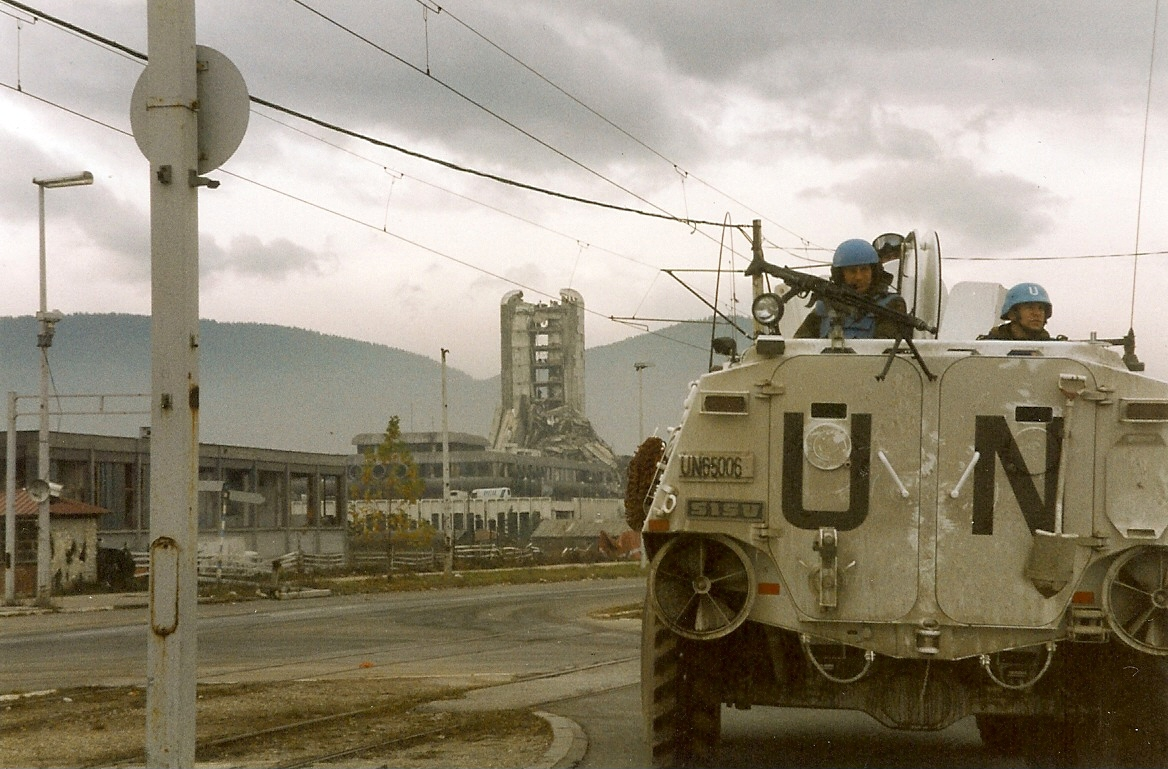
Die IFOR erreicht Bosnien, die UNPROFOR wird abziehen

- Baikonur/Kasachstan, Moskau/Russland: Leninsk, wahrscheinlich die bekannteste kasachische Stadt, da sie direkt am Kosmodrom für Flüge ins Weltall der russischen Weltraumbehörde Roskosmos liegt, erhält den Namen „Baikonur“. Das eigentliche Baikonur liegt zwar rund 300 km entfernt, doch wurde es seinerzeit nur deshalb als Heimat des Kosmodroms genannt, um den tatsächlichen Standort geheim zu halten. Gegenwärtig pachtet Russland Baikonur von Kasachstan.[20]
- Sarajevo/Bosnien und Herzegowina: Unter dem Kommando des Militärbündnisses NATO erreichen die ersten Soldaten der multilateralen Einheit „Umsetzungstruppe“ (IFOR) das Land und lösen die Mission der „Schutztruppe der Vereinten Nationen“ (UNPROFOR) im Bosnienkrieg ab. Die IFOR soll die militärischen Aspekte des vor sechs Tagen beschlossenen Abkommens von Dayton umsetzen, ihre Sollstärke ist mit 57.000 Mann definiert.[21]

### Donnerstag, 21. Dezember 1995
- Paris/Frankreich: Die Tschechische Republik wird 26. Mitgliedstaat der Organisation für wirtschaftliche Zusammenarbeit und Entwicklung.[22]

### Freitag, 22. Dezember 1995
- Vaduz/Liechtenstein: Das Übereinkommen der Vereinten Nationen zur Beseitigung jeder Form von Diskriminierung der Frau tritt in Liechtenstein in Kraft.[23]

### Samstag, 23. Dezember 1995
- Warschau/Polen: Der neugewählte Präsident Polens Aleksander Kwaśniewski von der Sozialdemokratischen Partei leistet vor der Nationalversammlung seinen Amtseid.[24]